# Ciutat d'Assís
Ciutat d'Assís és un barri de la ciutat d'Alacant a l'Alacantí (País Valencià). Limita al nord amb el terme municipal de Sant Vicent del Raspeig; a l'est amb els barris de la Divina Pastora, el Polígon de Sant Blai, Florida-Portatge i la Florida; al sud amb el Polígon del Baver; i a l'oest amb les entitats de població pertanyents al terme municipal d'Alacant de la Canyada del Fenollar, Fontcalent i el Bacarot.
Segons el padró municipal del 1r de gener de 2020, la seua població era de 6.620 habitants, dels quals 3.239 eren hòmens (48,93%) i 3.381 dones (51,07%).